# Chuck Berry (1975)
Chuck Berry è un album in studio del musicista statunitense Chuck Berry, pubblicato nel 1975.

## Tracce
1. Swanee River (Stephen Foster) – 2:38
2. I'm Just a Name (Chuck Berry) – 3:37
3. I Just Want to Make Love to You (Willie Dixon) – 3:05
4. Too Late (Berry) – 2:45
5. South of the Border (Jimmy Kennedy, Michael Carr) – 2:22
6. Hi Heel Sneakers (Robert Higgenbotham) – 4:40
7. You Are My Sunshine (Charles Mitchell, Jimmie Davis) – 2:50
8. My Babe (Walter Jacobs) – 2:28
9. Baby What You Want Me to Do (Jimmy Reed) – 2:34
10. A Deuce (Berry) – 2:31
11. Shake, Rattle and Roll (Charles E. Calhoun) – 2:15
12. Sue Answer (Berry) – 2:25
13. Don't You Lie to Me (Berry) – 3:45

## Formazione
- Chuck Berry – chitarra, piano, voce
- Billy Peek – chitarra (tracce 10, 12)
- Elliot Randall – chitarra (1-8, 11, 13)
- Wilbur Bascomb – basso
- Greg Edick – basso (10, 12)
- Ernie Hayes – piano
- Jimmy Johnson Jr. – batteria
- Ron Reed – batteria (10, 12)
- Earl Williams – batteria (2, 4)
- Ingrid Berry Gibson – voce (2, 4, 9)